# Конвей, Джеймс Терри
Джеймс Терри Конвей (англ. James Terry Conway; род. 26 декабря 1947) — четырёхзвёздный генерал морской пехоты США в отставке, 34-й комендант корпуса морской пехоты. Занимал пост начальника оперативного управления (J-3) объединённого комитета начальников штабов, командующего 1-й дивизией морской пехоты и 1-го экспедиционного корпуса морской пехоты США, принявшего участие во вторжении 2003 года в Ирак и первой битвы за Фалуджу.

## Биография

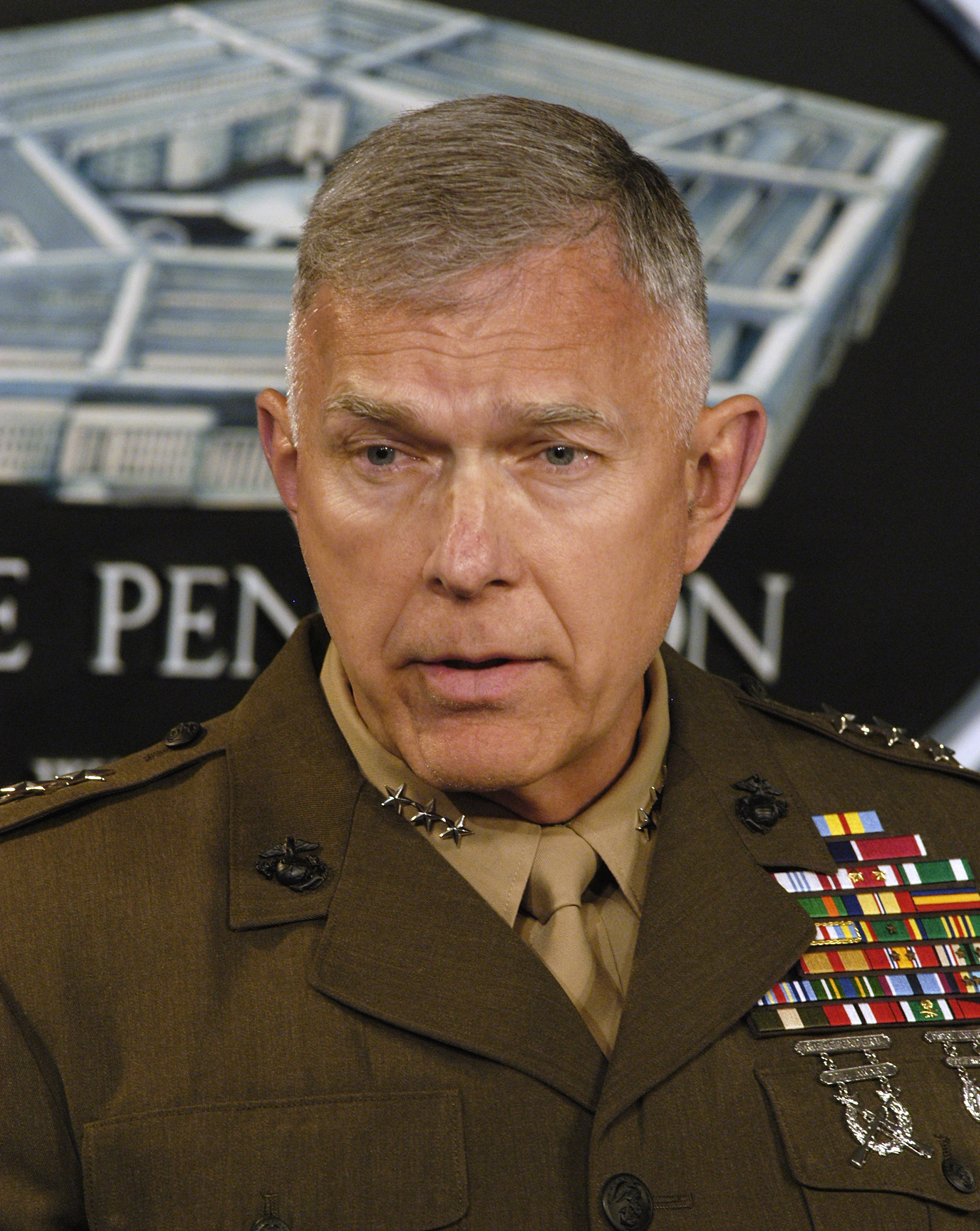
Конвей отвечает на вопросы на брифинге в Пентагоне. июнь 2005

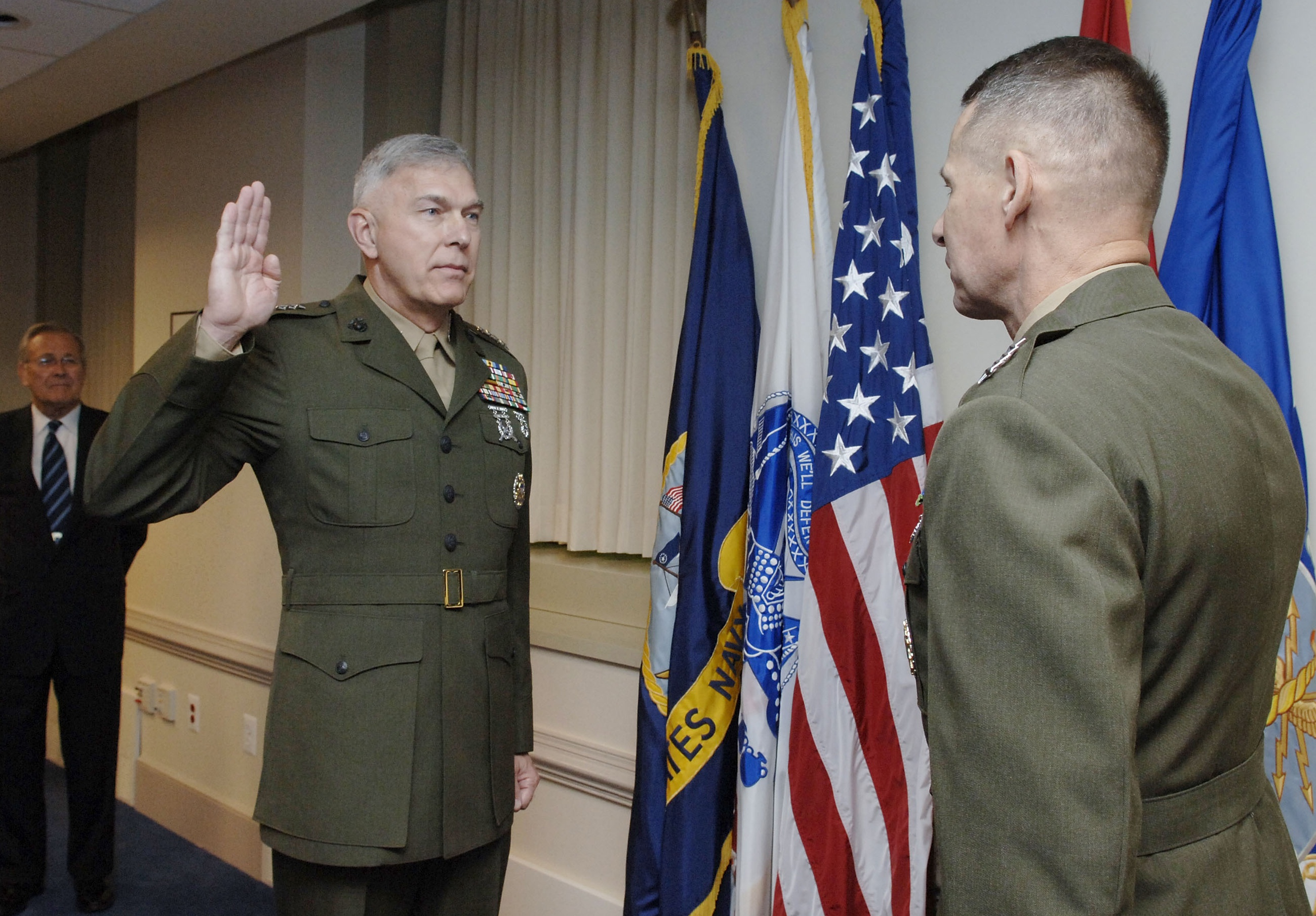
Конвей приносит присягу председателю ОКНШ генералу Conway Питеру Пэйсу, 13 ноября 2006.

Родился в городе Уолнат-Ридж, штат Арканзас. Закончил старшую школу Рузвельта в Сент-Луисе, штат Миссури. В 1969 году со степенью бакалавра по психологии окончил Юго-восточный университет штата Миссури, где состоял членом братства Сигма-Фи-Эпсилон. В 1970 поступил на службу офицером пехоты. Его первым назначением стала должность командира стрелкового взвода 3-го батальона 1-го полка морской пехоты находящегося на базе Кемп-Пендлтон. Также занимал пост командира взвода батальона 106 мм безоткатных орудий. Служил строевым офицером морской пехоты на борту авианосца «Китти Хоук» (CV-63)  и командным офицером морской школы сборного пункта рекрутов морской пехоты в Сан-Диего.
После окончания с отличием ускоренного курса пехотных офицеров армии Конвей командовал двумя ротами отдела операций и безопасности 2-го полка морской пехоты. Будучи полевым офицером, командовал двумя ротами курсантов и преподавал тактику в базовой школе. Затем служил оперативным офицером 3-го экспедиционного амфибийного отряда морской пехоты во время службы на море в западной части Тихого океана и входе миротворческой миссии в Бейруте, Ливан.
Вернувшись в США, Конвей два года прослужил старшим адъютантом председателя объединённого комитета начальников штабов. Окончив с отличием командно-штабной колледж морской пехоты он принял командование над 3-м батальоном 2-го полка морской пехоты, во время его восьмимесячной боевой службы в юго-западной Азии в ходе войны в Персидском заливе.
После войны он был повышен в звании до полковника и назначен командиром базовой школы. В декабре 1995 Конвей был повышен в звании до бригадного генерала и снова получил назначение в объединённый комитет начальников штабов а затем стал президентом университета корпуса морской пехоты. После повышения в звании до генерал-майора Конвей служил командиром первой дивизии морской пехоты и заместителем командующего центрального командования морской пехоты. После производства в генерал-лейтенанты Конвей 16 ноября 2002 принял командование над 1-м экспедиционным корпусом морской пехоты США, которым командовал в ходе двух боевых миссий в Ираке, под его началом служило 60 тыс. контингент: морские пехотинцы. Солдаты, моряки и британские войска. В книге The Iraq War  Конвей описывается как «здоровенный буйвол, начитанный и образованный…он воплощал всё лучшее в новом американском корпусе морской пехоты, настроенном комендантом генералом Алом Греем.»
Во время интервью 30 мая 2003, Конвея спросили о неудачном поиске оружия массового поражения в Ираке. Он ответил, в частности:

«То что мы не смогли найти оружие стало сюрпризом для меня в то время, и продолжает оставаться сюрпризом…Это не из-за недостатка усердия. Мы обыскали буквально каждый склад боеприпасов от кувейтской границы до Багдада, но его просто не было там…Мы думали, мы понимали или определённо имели наиболее взвешенные предположения, наиболее неблагоприятные прогнозы, наиболее вероятные развития действий, которые предоставляли нам разведчики, что режим [Хусейна] собирается делать в плане использования вооружений. Мы просто ошибались. Но действительно ошибались мы или нет на национальном уровне, это ещё предстоит увидеть.»
Оригинальный текст (англ.)«It was a surprise to me then, it remains a surprise to me now, that we have not uncovered weapons... It's not for lack of trying. We've been to virtually every ammunition supply point between the Kuwaiti border and Baghdad, but they're simply not there... What the regime was intending to do in terms of its use of the weapons, we thought we understood—or we certainly had our best guess, our most dangerous, our most likely courses of action that the intelligence folks were giving us. We were simply wrong. But whether or not we're wrong at the national level, I think, still very much remains to be seen..»

Морские пехотинцы из 1-го экспедиционного корпуса находящегося под командованием Конвея во время вторжения построили военную базу «Кемп-альфа» на вершине руин древнего Вавилона. Хотя представитель вооружённых сил США объявил о том что проект обсуждался с «главой вавилонского музея» строительство базы навлекло ярую критику со стороны археологов, утверждающих что это нанесло непоправимый ущерб одному из наиболее важных памятников мира. Доктор Джон Куртис из ближневосточного отдела Британского музея описывал, какие части археологического памятника были выровнены и замощены для постройки вертолётной площадки и парковки для тяжёлой техники. Донни Джордж, глава иракского государственного совета по [историческому] наследству и древностям заявил, что «потребуются десятилетия, чтобы убрать весь этот беспорядок» ".
13 июля 2006 президент Джордж Буш-младший предложил кандидатуру генерала Конвея на пост 34-го коменданта корпуса морской пехоты, 2 августа 2006 кандидатура была одобрена сенатом США. 13 ноября 2006 в казармах морской пехоты в Вашингтоне Конвей был произведён во звание полного генерала и стал 34-м комендантом корпуса морской пехоты. Он стал первым комендантом за приблизительно 40 лет не служившим во вьетнамской войне.
11 июня 2009 Конвей выступил в Национальном пресс-клубе о важности обеспечения двух экспедиционных бригад морской пехоты универсальными десантными кораблями и времени «дома» вдали от текущих войн для тренировки высадки десанта.
По сообщениям Конвей имел «особые оговорки» по поводу отмены закона «Не спрашивай, не говори» в отличие от мнения Пентагона, что более молодые и низшие по рангу военные не имели особых оговорок по поводу службы вместе с открытыми геями.  Конвей вместе с руководителем военно-морских операций Гарри Ругхедом и главой штаба армии Джорджем Кейси поддержал годичное изучение последствий возможной отмены закона. Конвей заявил, что если позволить служить открыто морским пехотинцам-гомосексуалистам он думает изменить политику, предписывающую неженатым морским пехотинцам проживать в общих комнатах. Закон «не спрашивай, не говори» был отменён 22 декабря 2010 после ухода Конвея с поста коменданта.
22 октября 2010 на церемонии в казармах морской пехоты в Вашингтоне Конвея на посту коменданта сменил его помощник Джеймс Ф. Амос. В время смены командования министр обороны Роберт Гейтс вручил Конвею его третью медаль «За выдающуюся службу». 1 ноября Конвей ушёл в отставку.
Конвей закончил  ускоренные курсы пехотных офицеров, командно-штабной колледж морской пехоты и военно-воздушный колледж. Он женат на Анетт Конвей, урождённой Друри, у них трое детей. Его два сына – офицеры морской пехоты (пехота и разведка), его дочь замужем за пилотом вертолёта морской пехоты.

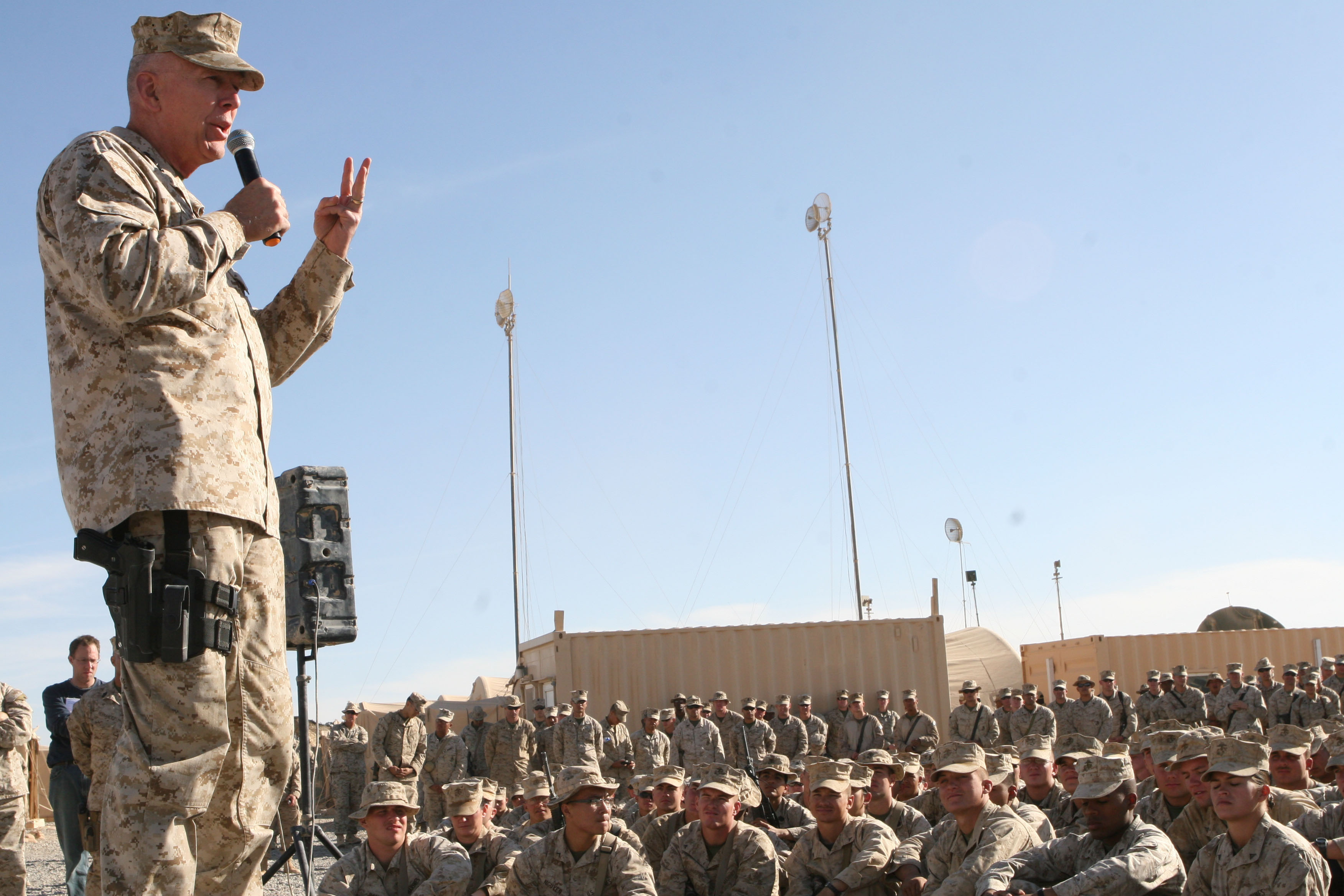
Конвей произносит речь перед морскими пехотинцами, сентябрь 2005

## Награды
|  |  |                            |  |  |
|  |  |                            |  |  |
|  |  |                            |  |  |
|  |  | Бронзовая звезда за службу |  |  |
|  |  |                            |  |  |
|  |  |                            |  |  |
|  |  |                            |  |  |
|  |  |                            |  |  |

| 1-й ряд | Медаль министерства обороны «За выдающуюся службу» с двумя дубовыми листьями | Медаль министерства обороны «За выдающуюся службу» с двумя дубовыми листьями | Медаль министерства обороны «За выдающуюся службу» с двумя дубовыми листьями | Медаль министерства обороны «За выдающуюся службу» с двумя дубовыми листьями                    | Office of the Joint Chiefs of Staff Identification Badge |
| 2-й ряд | Медаль «За выдающуюся службу»                                                | Орден «Легион почёта» с кластером "V" и звездой повторного награждени        | Медаль «За похвальную службу»                                                | Медаль похвальной службы с двумя звёздами повторного награждения                                | Office of the Joint Chiefs of Staff Identification Badge |
| 3-й ряд | Похвальная медаль (для морской пехоты)                                       | Navy and Marine Corps Achievement Medal                                      | Боевая ленточка                                                              | Президентская благодарность подразделению                                                       | Office of the Joint Chiefs of Staff Identification Badge |
| 4-й ряд | Единая награда воинской части с двумя дубовыми листьями                      | Благодарность части Военно-морского флота                                    | Похвальная благодарность армейской воинской части с одной служебной звездой  | Экспедиционная медаль Корпуса морской пехоты США                                                | Office of the Joint Chiefs of Staff Identification Badge |
| 5-й ряд | Медаль за службу национальной обороне с двумя служебными звёздами            | Медаль за службу в Юго-Западной Азии с тремя служебными звёздами             | Медаль за Иракскую кампанию с двумя звёздами за кампанию                     | Медаль «За службу в экспедиционных войсках глобальной войны с терроризмом» (для морской пехоты) | Office of the Joint Chiefs of Staff Identification Badge |
| 6-й ряд | Медаль «За участие в глобальной войне с терроризмом»                         | Медаль «За защиту Кореи»                                                     | Ленточка "За службу на море" с тремя служебными звёздами                     | Ленточка строевого инструктора                                                                  | Office of the Joint Chiefs of Staff Identification Badge |
| 7-й ряд | The Khalifyyeh Order of Bahrain, Knight                                      | Орден Почётного легиона (Франция) - командор                                 | Медаль Освобождения Кувейта (Саудовская Аравия)                              | Медаль Освобождения (Кувейт)                                                                    | Office of the Joint Chiefs of Staff Identification Badge |

Знаки отличия
- Значок объединённого комитета начальников штабов
- 7 значков стрелка-эксперта из винтовки и пистолета

Отечественные
- Медаль министерства обороны «За выдающуюся службу» с двумя дубовыми листьями